# 藕香桥
藕香桥是一座单拱石桥，位于扬州市邗江区瘦西湖风景区内，扬州白塔东南侧。桥长29.1米，宽4.8米，高4.8米，建筑面积139.68平方米。现存桥梁由扬州卫指挥火晟建于明嘉靖四年（1525年）。该桥因靠近法海寺（莲性寺），原名法海桥。1963年改名藕香桥。现为扬州市文物保护单位。